# Ehrhartòidia
Ehrhartòidia (Ehrhartoideae) és una subfamília de la família de les poàcies). Inclou de 105 a 120 espècies, entre les quals es troben els membres de la tribu Ehrhartia de l'hemisferi sud i també el cosmopolita Orízia, aquàtic o de terres humides, el representant més conegut de la qual és l'arròs asiàtic Oryza sativa, un dels conreus més importants del món.

## Gèneres
- Tribu Ehrharteae
  - Ehrharta
  - Microlaena
  - Tetrarrhena
  - Zotovia

- Tribu Oryzeae
  - Chikusichloa
  - Hygroryza
  - Leersia
  - Luziola
  - Maltebrunia
  - Oryza
  - Porteresia
  - Potamophila
  - Prosphytochloa
  - Rhynchoryza
  - Zizania
  - Zizaniopsis

- Tribu Phyllorachideae
  - Humbertochloa
  - Phyllorachis

- Tribu Streptogyneae
  - Streptogyna